# Juan Ramón Aguirre Lanari
Juan Ramón Aguirre Lanari (Corrientes, 20 de agosto de 1920-Buenos Aires, 12 de diciembre de 2017) fue un abogado y político argentino, miembro del Partido Liberal de Corrientes. Fue elegido tres veces senador nacional por la provincia de Corrientes (1963, 1987 y 1989). Entre 1982 y 1983 se desempeñó como canciller de la dictadura cívico-militar autodenominada Proceso de Reorganización Nacional, entonces bajo el gobierno de facto de Reynaldo Bignone.

## Biografía
Nació en la ciudad de Corrientes en 1920. Egresó con diploma de honor como abogado de la Facultad de Derecho y Ciencias Sociales de la Universidad de Buenos Aires en 1946, institución en la que posteriormente fue docente, como así también en la Universidad Nacional de La Plata, siempre bajo la materia de derecho constitucional, en la que se había especializado. Su tesis había sido titulada «Contribución de Corrientes a la formación institucional de la República».
Comenzó su carrera política trabajando en el Ministerio del Interior de la Nación como director general de Provincias en 1956 (durante la presidencia de facto de Pedro Eugenio Aramburu), siendo la primera persona en ocupar el cargo. Posteriormente, fue designado ministro de Gobierno de la provincia de Buenos Aires en la intervención federal de facto de Emilio A. Bonnecarrére.
En su natal provincia de Corrientes, fue elegido como convencional constituyente para una reforma de la Carta Magna provincial. En el ámbito partidario, ocupó la vicepresidencia primera del Partido Liberal provincial (PLC) y de la Federación Nacional de Partidos de Centro.
En abril de 1962 asumió como diputado nacional por aquella provincia, siendo parte del Partido Liberal provincial, en reemplazo del fallecido Mariano Gómez quien había sido elegido en 1960. El mandato se extendía hasta 1964, pero el Poder Legislativo fue disuelto en septiembre de 1962 por el presidente José María Guido. Al año siguiente, fue elegido por primera vez senador nacional por su provincia. Allí fue vicepresidente segundo de la cámara alta, integrante del Parlamento Latinoamericano (en 1966) y miembro de la misión parlamentaria asesora de límites con Chile. Su mandato se extendía hasta 1972, pero fue interrumpido por el golpe de Estado de junio de 1966.
Fue embajador de Argentina en Venezuela, siendo además concurrente en Bahamas, Granada y Barbados, entre 1979 y 1982, designado por el presidente de facto Jorge Rafael Videla. En julio de 1982, el presidente de facto Reynaldo Bignone lo designó ministro de Relaciones Exteriores y Culto de la Nación, cuando la Argentina salía del Proceso de Reorganización Nacional y tras la Guerra de las Malvinas. Mientras era canciller se destacó el logro diplomático de la obtención de la resolución 37/9 de la Asamblea General de las Naciones Unidas relativa a la Cuestión Malvinas.
En diciembre de 1987 asumió nuevamente como senador nacional por Corrientes, completando el mandato de Ricardo Guillermo Leconte (iniciado en 1983), quien había sido elegido gobernador. En las elecciones al Senado de 1989, fue reelegido con mandato hasta 1998. Entre 1991 y 1992 fue vicepresidente segundo de la cámara alta. También presidió la comisión de Interior y Justicia, fue secretario de la comisión de Relaciones Exteriores y Culto y de la comisión de seguimiento de la Hidrovía Paraná-Paraguay; así como vocal en las comisiones de Asuntos Constitucionales; de Obras Públicas; de Vivienda; de la Inversión; parlamentaria conjunta con Chile; de Régimen de Ríos Interprovinciales; entre otras.
En el ámbito académico, fue miembro titular de la Academia Nacional de Ciencias Morales y Políticas y de la Academia Nacional de Derecho y Ciencias Sociales de Buenos Aires, en la cual presidió el Instituto de Derecho Constitucional, además de desempeñarse como secretario general de la Asociación Argentina de Ciencia Política. Integró también el colegio de abogados de la Ciudad de Buenos Aires y la Federación Argentina de Colegios de Abogados. En 1978 participó en la fundación del Consejo Argentino para las Relaciones Internacionales (CARI), presidido por Carlos Manuel Muñiz, de la cual fue vocal del comité ejecutivo y miembro del comité consultivo. Fue autor de diversos libros sobre derecho, historia y política argentina, incluyendo un libro relativo a su período al frente del Ministerio de Relaciones Exteriores y Culto.
En 1988, siendo senador recibió el Premio Konex en la categoría de legisladores. Fue jurado del premio en 1998 para las categorías «Instituciones - Comunidad - Empresa».
Falleció en la ciudad de Buenos Aires en diciembre de 2017, a los 97 años.